# 上崙子
上崙子，原寫為上崙仔，是臺灣臺南市仁德區的一個傳統地域名稱，位於該區中南部偏東。相較於今日行政區，其範圍大致包括上崙里不含東南部及北部東側凸出尖三角地區及西北部邊界地帶中間兩段及西南端、文賢里東部中央一小段。
本地區境內主要聚落為上崙仔、下崙仔、鳥松腳、凹仔。

## 歷史
台灣日治初期，上崙子地區為一街庄，稱為「上崙仔庄」（舊制街庄），隸屬於仁德南里。該庄昔日西北與田厝庄為鄰，東北與新佃庄、歸仁南庄為鄰，東南邊北段與崙仔頂庄、刣豬厝庄為鄰，東南邊中至南段及西南邊東段為港墘庄為鄰，西南邊西段為三甲仔庄。
1901年（日治明治三十四年）11月11日，全台廢縣廳改設二十廳，該庄隸屬於臺南廳。1904年（明治三十七年）3月31日，該庄編入「仁德區」，隸屬於臺南廳。1909年（明治四十二年）10月25日，全台合併二十廳為十二廳，仁德區仍隸屬於臺南廳。1920年（大正九年）10月1日，全台地方制度大改正，廢十二廳改設五州二廳，該庄改制並雅化為「上崙子」大字，隸屬於臺南州新豐郡仁德庄（新制街庄）。
戰後仁德庄改制為仁德鄉，隸屬於臺南縣，大字亦改制為村。1950年（民國39年）10月25日，雲、嘉、南分治，仁德鄉仍隸屬於臺南縣。2010年（民國99年）12月25日，臺南縣、市合併為直轄臺南市，仁德鄉改制為仁德區，村亦改制為里。

## 聚落
本地區發展較早的聚落為上崙仔、下崙仔、鳥松腳、凹仔，在日治初期的官方地圖上已有記載。

## 交通
國道1號又稱「中山高速公路」，是貫穿台灣西部的兩條縱向高速公路之一，經過本地區西南部，並在北側邊界外緣的省道台86線（東西向快速公路－台南關廟線）交會處設有仁德系統交流道。最近的一般交流道距離較遠，一般多利用區道南151線交會處旁的省道台86線上崙交流道，經台86線、仁德系統交流道銜接國道1號。由此可快速前往國道1號沿線各地。
省道台86線又稱「東西向快速公路－台南關廟線」，經過本地區中部，並在西側邊界外緣的國道1號交會處設有仁德系統交流道，且在境內區道南151線交會處旁設有上崙交流道。由此等可快速前往台86線沿線各地，或銜接國道1號、國道3號。
市道177號是蔦松至二行的道路，經過本地區西部邊界地帶的鳥松腳西側。由該道路北行可前往仁德區仁德市區、永康區，並止於蔦松地區的省道台1線路口；南行可前往仁德區南部，並止於車路墘地區的省道台1線路口。
區道南151線是六甲至田厝（實際終點在三甲子）的道路，經過本地區上崙仔、下崙仔等聚落。
區道南155線是上崙至太爺的道路，其北側端點（起點）位於本地區中部偏北、上崙仔聚落的區道南156線路口，由此向西南會經過本地區的鳥松腳聚落。
區道南156線是三塊厝至上崙的道路，其東側端點（終點）位於本地區中部偏東北、上崙仔聚落東側的區道南151線路口。